# 908
908 (CMVIII) fue un año bisiesto comenzado en viernes del calendario juliano, en vigor en aquella fecha.

## Acontecimientos
- Los árabes se establecen en Somalia.
- El patriarca Eutimio I de Constantinopla corona al infante Constantino VII como coemperador.
- 26 de marzo: Zhu Wen envenena al emperador Ai de Tang, último de la dinastía Tang de China.
- 3 de agosto: Batalla de Eisenach, entre el principado de Hungría y los reinos germánicos de Francia Oriental. Los invasores húngaros derrotan a los turingios y asesinan al duque Burchard, al conde Egino y a Rudolph, obispo de Würzburg.
- 17 de diciembre: Husayn ibn Hamdan lidera un intento de deposición del recién nombrado califa abasí de Bagdad, Al-Muqtadir y de instalar a su tío Ibn al-Mu'tazz. Los conspiradores asesinan al visir al-Abbas ibn al-Hasan al-Jarjara'i pero fracasan en la captura del califa, provocando la caída del golpe.

## Nacimientos
- Al-Muttaqi, califa de Bagdad (m. 968).
- Kiyohara no Motosuke, noble y poeta japonés (m. 990).

## Fallecimientos
- Al-Muktafil, Califa de Bagdad.